# 무연근
무연근(無緣根, Extraneous and missing solutions)
다항방정식은 해를 구하는 유도과정을 거쳐서 근을 찾게 되는데, 이때 다항식이 유리방정식(분수방정식)이나 무리방정식의 경우라면, 해로서 구한 근이 다항방정식의 근이기도 하지만 원래의 유리방정식이나 무리방정식의 근이 아닌 것이 해로 포함되어 나타낼 때가 있다. 이와 같은 근을 무연근이라고 한다.
따라서 유리방정식이나 무리방정식의 근의 경우에는 찾은 근을 원래의 다항식에 대입하여 다항방정식이 성립되지 않는 무연근을 찾아 제외해야 하는 검산을 거쳐야 한다.

## 유리방정식의 경우
유리방정식은 분모에 미지수를 포함하는 분수식으로 이루어지는 방정식이다. 유리방정식을 풀 때에는 각 항의 분모의 최소공배수를 양변에 곱하여 다항방정식으로 고쳐서 푼다. 여기서 나온 해 중에서 유리방정식이 성립하지 않는 근을 무연근이라고 하며, 무연근은 해집합에서 제외한다.
{\displaystyle {1 \over x}+{2 \over (x+1)}=0}
{\displaystyle {1 \over x}=-{2 \over (x+1)}}
{\displaystyle {1\cdot (x)(x+1) \over x}=-{2\cdot (x)(x+1) \over (x+1)}}
{\displaystyle {1\cdot (x)(x+1) \over x}+{2\cdot (x)(x+1) \over (x+1)}=0}
{\displaystyle {(x+1)}+{2(x)}=0}
{\displaystyle 3x=-1}
{\displaystyle x=-{1 \over 3}}
{\displaystyle x=-{1 \over 3}}을 원래의 식{\displaystyle \;{1 \over x}+{2 \over (x+1)}=0}에 대입해 무연근 여부를 검산하면,
{\displaystyle {1 \over x}=-{2 \over (x+1)}}
{\displaystyle {1 \over \left(-{1 \over 3}\right)}=-{2 \over \left(-{1 \over 3}+1\right)}}
{\displaystyle -3=-{2 \over \left({{-1+3} \over 3}\right)}}
{\displaystyle -3=-{2 \over \left({{2} \over 3}\right)}}
{\displaystyle -3=-{6 \over 2}}
{\displaystyle -3=-3}
양변이 같으므로 {\displaystyle x=-{1 \over 3}\;}은 위의 방정식에 성립하고 따라서 무연근이 아니므로,
그러므로, {\displaystyle {1 \over x}+{2 \over (x+1)}=0}의 해는 {\displaystyle x=-{1 \over 3}\;}이 된다.

## 무리방정식의 경우
방정식의 항에 무리수를 포함하는 다항식으로 이루어진 방정식을 무리방정식이라 한다.
무리방정식 {\displaystyle x+{\sqrt {x+1}}-1=0}에 대해서,
{\displaystyle {\sqrt {x+1}}=k}로 치환하면,
{\displaystyle ({\sqrt {x+1}})^{2}=(k)^{2}}
{\displaystyle x+1=k^{2}}
{\displaystyle x=k^{2}-1}
{\displaystyle (k^{2}-1)+k-1=0}
{\displaystyle k^{2}+k-2=0}
이것은 이차방정식이므로 근의 공식을 대입하면,
{\displaystyle k={{-1\pm {\sqrt {1^{2}-(4\cdot -2)}}} \over {2}}}
{\displaystyle k={{-1\pm {\sqrt {1+8}}} \over {2}}}
{\displaystyle k={{-1\pm {\sqrt {9}}} \over {2}}}
{\displaystyle k={{-1+{\sqrt {9}}} \over {2}},{{-1-{\sqrt {9}}} \over {2}}}
{\displaystyle k={{-1+3} \over {2}},{{-1-3} \over {2}}}
{\displaystyle k={2 \over {2}},{-4 \over {2}}}
{\displaystyle k={1},{-2}}
치환을 정리하면,
{\displaystyle x=k^{2}-1,k={1},{-2}}
{\displaystyle k={1}}일때,
{\displaystyle x=(1)^{2}-1}
{\displaystyle x=0}
{\displaystyle x+{\sqrt {x+1}}-1=0}식에 대입하여 무연근을 확인하면,
{\displaystyle 0+{\sqrt {0+1}}-1=0}
{\displaystyle 0=0}이므로 무연근이 아니고,
{\displaystyle k={-2}}일때,
{\displaystyle x=(-2)^{2}-1}
{\displaystyle x=4-1}
{\displaystyle x=3}
{\displaystyle x+{\sqrt {x+1}}-1=0}식에 대입하여 무연근을 확인하면,
{\displaystyle 3+{\sqrt {3+1}}-1=0}
{\displaystyle 3+{\sqrt {4}}-1=0}
{\displaystyle 3+2-1=0}
{\displaystyle 4=0}
{\displaystyle 4\neq 0}이므로 무연근이다.
따라서,{\displaystyle x+{\sqrt {x+1}}-1=0}의 근은{\displaystyle x=0}이다.

## 같이 보기
- 방정식